# Joris Van Wezemael
Joris Ernest Van Wezemael (* 1973 in Luzern) ist ein schweizerisch-belgischer Wirtschaftsgeograf, Planungswissenschafter und Architektursoziologe.

## Leben
Van Wezemael arbeitete als Leiter des ETH Wohnforum/ETH CASE (Centre for Research on Architecture, Society & the Built Environment). Zwischen 2009 und 2012 war er als Extraordinarius für Stadtgeographie und Raumentwicklung am Departement für Geowissenschaften der Universität Freiburg i.Ü. tätig. Seit 2009 hält er eine Venia Legendi für das Lehrgebiet Architektursoziologie am Departement Architektur der Eidgenössischen Technischen Hochschule in Zürich. Van Wezemael amtete als Geschäftsführer des SIA; dieser trennte sich aber nach kurzer Zeit wieder von Van Wezemael.
2019 wurde er zum Executive-in-Residence und Co-Leiter der Spatial Transformation Laboratories STL am Departement Bau, Umwelt und Geomatik der ETH Zürich berufen. 2019 wurde er Mitinhaber einer auf räumliche Transformationen spezialisierten Gesellschaft mit Standorten in Zürich und Luzern.
Im Zentrum seiner Forschungs- und Lehrtätigkeit steht die Metamorphose von Stadtlandschaften, die er im Rahmen einer von Gilles Deleuze und Félix Guattari inspirierten Forschungslogik erörtert und mit Hilfe von Big Data untersucht. Mit seinen wissenschaftlichen Beiträgen hat er zu poststrukturalistischen Konzeptionen kollektiver Entscheidungsfindung in Raumplanung und Städtebau beigetragen. Als theoretischer Beitrag ist seine Einführung der "Assemblage Theory" in die Planungsliteratur zu nennen. Empirisch untersucht er Planungsprozesse in der Schweiz, Nordeuropa, dem Vereinigten Königreich, Griechenland und Südamerika.
Van Wezemael ist Verfasser von Artikeln zum Thema Wohnen, Raumforschung und Planungstheorie. Er lebt und arbeitet in Zürich.

## Publikationen (Auswahl)
- Schneeberger, Paul & Van Wezemael, Joris (2021): Dezentralschweiz. ISBN 978-3-909928-73-6 (Edition Hochparterre, Zürich)
- Van Wezemael, Joris (2019): Chance Wettbewerb. Komplex-Magazin.
- Van Wezemael, Joris (2010): Zwischen Stadtplanung und Arealentwicklung: Governance-Settings als Herausforderung für die Planung. Standort 2/2010.
- Van Wezemael, Joris (2009): Housing Studies: Between Romantic and Baroque Complexity. Housing, Theory and Society 26/2, 81 – 121.
- Van Wezemael, Joris Ernest (2008) The contribution of assemblage theory and minor politics for democratic network governance. Planning Theory, 7, 165–185.
- Van Wezemael, Joris Ernest (2005): Investieren im Bestand. Eine handlungstheoretische Analyse der Erhalts- und Entwicklungsstrategien von Wohnbau-Investoren in der Schweiz. Publikation der Ostschweizerischen Geographischen Gesellschaft. (OGG, St. Gallen).  ISBN 978-3-907502-08-2
- Van Wezemael, Joris Ernest; Huber, Andreas (2004): Neue Wege im genossenschaftlichen Wohnungsbau. Bern : BBL, Verkauf Bundespubl.

### Als Herausgeber (Auswahl)
- Höpflinger, François, Joris van Wezemael (2014): Age Report III. Wohnen im höheren Lebensalter. Grundlagen und Trends. Seismo Verlag, Zürich.      ISBN 978-3-907502-08-2
- De Roo, Gert; Hillier, Jean; Van Wezemael, Joris Ernest (2012): Complexity and Planning: Systems, Assemblages and Simulations. Adelshot: Ashgate.